# Huragan San Ciriaco
Huragan San Ciriaco – huragan atlantycki czwartej kategorii z 1899 roku, w wyniku jego aktywności śmierć poniosło 3369 osób. San Ciriaco jest najdłużej istniejącym nad Atlantykiem cyklonem tropikalnym, jego czas istnienia to 28 dni.
| Data i godzina (GMT) | Kategoria                |
| -------------------- | ------------------------ |
| 3 sierpnia, 0:00     | Tropikalny cyklon        |
| 5 sierpnia, 18:00    | Huragan 1. kategorii     |
| 6 sierpnia, 18:00    | Huragan 2. kategorii     |
| 7 sierpnia, 0:00     | Huragan 3. kategorii     |
| 7 sierpnia, 12:00    | Huragan 4. kategorii     |
| 8 sierpnia, 18:00    | Huragan 3. kategorii     |
| 18 sierpnia, 6:00    | Huragan 2. kategorii     |
| 18 sierpnia, 12:00   | Huragan 1. kategorii     |
| 22 sierpnia, 0:00    | Pogodowa bomba cyklonowa |
| 26 sierpnia, 0:00    | Tropikalny cyklon        |
| 3 września, 0:00     | Huragan 1. kategorii     |
| 4 września, 0:00     | Pogodowa bomba cyklonowa |
| 4 września, 18:00    | Pogodowa bomba cyklonowa |